# Tapaz
Tapaz è una municipalità di terza classe delle Filippine, situata nella Provincia di Capiz, nella Regione del Visayas Occidentale.
Tapaz è formata da 58 baranggay:
- Abangay
- Acuña
- Agcococ
- Aglinab
- Aglupacan
- Agpalali
- Apero
- Artuz
- Bag-Ong Barrio
- Bato-bato
- Buri
- Camburanan
- Candelaria
- Carida
- Cristina
- Da-an Banwa
- Da-an Norte
- Da-an Sur
- Garcia
- Gebio-an

- Hilwan
- Initan
- Katipunan
- Lagdungan
- Lahug
- Libertad
- Mabini
- Maliao
- Malitbog
- Minan
- Nayawan
- Poblacion
- Rizal Norte
- Rizal Sur
- Roosevelt
- Roxas
- Salong
- San Antonio
- San Francisco

- San Jose
- San Julian
- San Miguel Ilawod
- San Miguel Ilaya
- San Nicolas
- San Pedro
- San Roque
- San Vicente
- Santa Ana
- Santa Petronila
- Senonod
- Siya
- Switch
- Tabon
- Tacayan
- Taft
- Taganghin
- Taslan
- Wright